# Stenotrema unciferum
Stenotrema unciferum är en snäckart som först beskrevs av Henry Augustus Pilsbry 1900.  Stenotrema unciferum ingår i släktet Stenotrema och familjen Polygyridae. Inga underarter finns listade i Catalogue of Life.